# 2017년 동계 아시안 게임 쇼트트랙
2017년 동계 아시안 게임 쇼트트랙은 2017년 동계 아시안 게임의 정식 종목으로 2017년 2월 20일부터 2월 22일까지 삿포로시의 마코마나이 실내 스케이트장에서 진행되었다.

## 메달 집계
| 순위 | 국가           | 금메달 | 은메달 | 동메달 | 합계 |
| ---- | -------------- | ------ | ------ | ------ | ---- |
| 1    | 대한민국       | 5      | 5      | 3      | 13   |
| 2    | 중화인민공화국 | 3      | 2      | 1      | 6    |
| 3    | 일본           | 0      | 1      | 3      | 4    |
| 4    | 카자흐스탄     | 0      | 0      | 1      | 1    |
| 합계 | 합계           | 8      | 8      | 8      | 24   |

## 메달리스트
| 종목                   | 금                                                        | 은                                                    | 동                                                                                             |
| ---------------------- | --------------------------------------------------------- | ----------------------------------------------------- | ---------------------------------------------------------------------------------------------- |
| 남자 500m 자세히       | 우다징 중국 (CHN)                                         | 서이라 대한민국 (KOR)                                 | 박세영 대한민국 (KOR)                                                                          |
| 남자 1000m 자세히      | 서이라 대한민국 (KOR)                                     | 신다운 대한민국 (KOR)                                 | 와타나베 게이타 일본 (JPN)                                                                     |
| 남자 1500m 자세히      | 박세영 대한민국 (KOR)                                     | 우다징 중국 (CHN)                                     | 이정수 대한민국 (KOR)                                                                          |
| 남자 5000m 계주 자세히 | 중화인민공화국 (CHN) 우다징 한톈위 런쯔웨이 쑤훙즈 스징난 | 대한민국 (KOR) 이정수 서이라 신다운 박세영 한승수     | 일본 (JPN) 요코야마 히로키 요시나가 가즈키 와타나베 게이타 사카즈메 료스케 무라타케 다카유키   |
| 여자 500m 자세히       | 짱이쩌 중국 (CHN)                                         | 이토 아유코 일본 (JPN)                                | 최민정 대한민국 (KOR)                                                                          |
| 여자 1000m 자세히      | 심석희 대한민국 (KOR)                                     | 최민정 대한민국 (KOR)                                 | 기쿠치 스미레 일본 (JPN)                                                                       |
| 여자 1500m 자세히      | 최민정 대한민국 (KOR)                                     | 심석희 대한민국 (KOR)                                 | 궈이한 중국 (CHN)                                                                              |
| 여자 3000m 계주 자세히 | 대한민국 (KOR) 심석희 최민정 노도희 김지유 김건희         | 중화인민공화국 (CHN) 판커신 취춘위 짱이쩌 궈이한 린웨 | 카자흐스탄 (KAZ ) 김영아 아나스타시야 크레스토바 마디나 잔부시노바 아니타 나가이 올가 티호노바 |

## 참가국
17개국, 94명의 선수들이 참가하였다. 오스트레일리아와 뉴질랜드는 초청국 자격으로 경기에 참여하기 때문에 입상을 하여도 메달이 주어지지 않는다. 괄호 안은 참가 선수의 숫자이다.
- 뉴질랜드 (2)
- 대한민국 (10)
- 말레이시아 (8)
- 몽골 (1)
- 싱가포르 (2)
- 오스트레일리아 (6)
- 인도 (6)
- 인도네시아 (7)
- 일본 (10)
- 조선민주주의인민공화국 (5)
- 중화인민공화국 (10)
- 중화 타이베이 (8)
- 카자흐스탄 (10)
- 카타르 (3)
- 태국 (3)
- 필리핀 (1)
- 홍콩 (2)